# گروسپوسنا
گروسپوسنا (به آلمانی: Großpösna) یک شهر در آلمان است، که در Leipzig واقع شده‌است. گروسپوسنا ۵٬۵۴۴ نفر جمعیت دارد.